# St. Nikolaus (Prümzurlay)

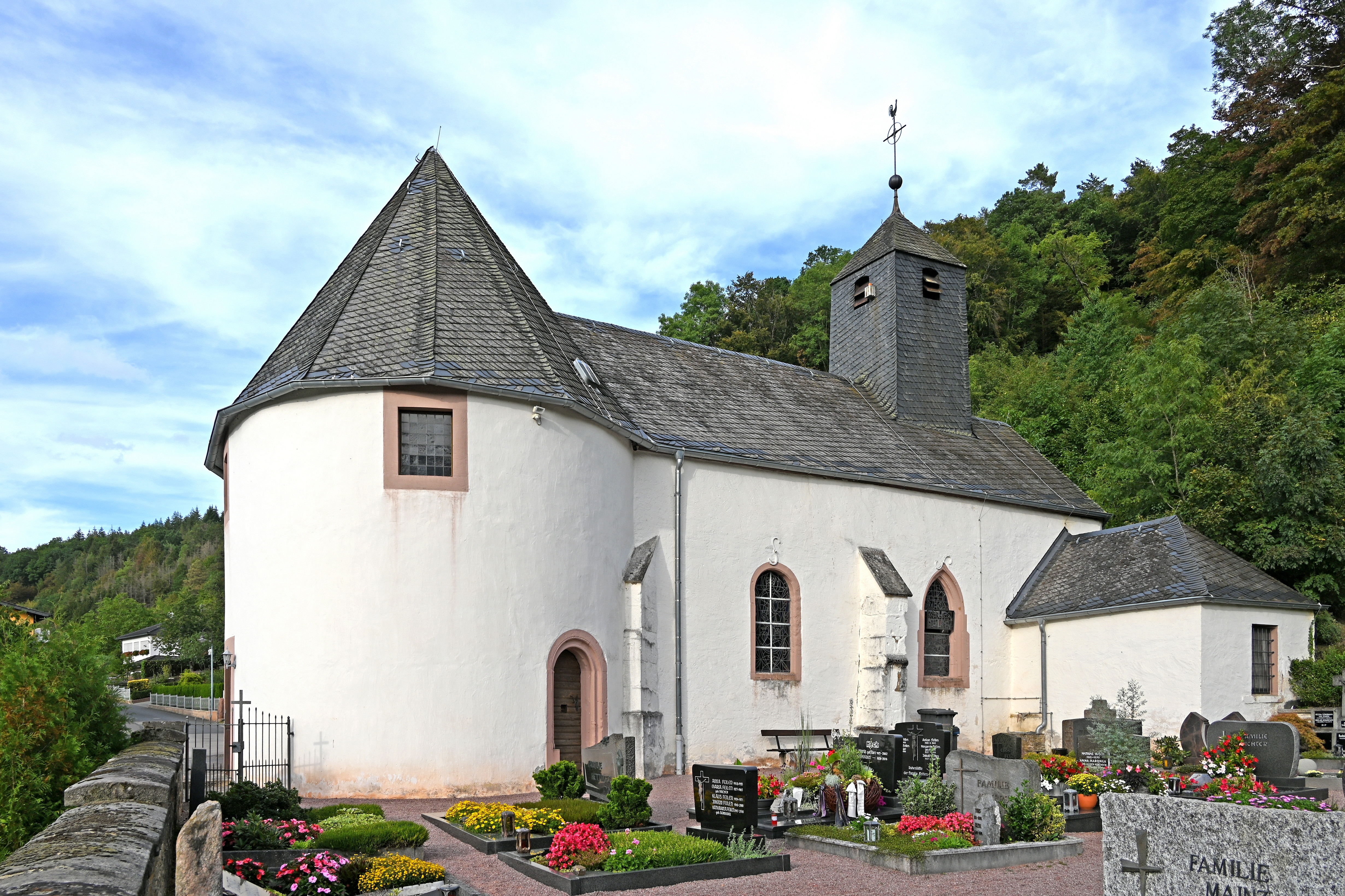
St. Nikolaus von Südwesten

St. Nikolaus ist eine römisch-katholische Filialkirche in der Ortsgemeinde Prümzurlay im Eifelkreis Bitburg-Prüm in Rheinland-Pfalz.

## Geschichte
In der Mitte des 14. Jahrhunderts wurde in Prümzurlay in Zusammenhang mit der heute nur noch als Ruine erhaltenen Prümerburg ein Kapellenbau ausgeführt, über den die Herren von Meisenbergh das Kollationsrecht besaßen. Ein Visitationsprotokoll aus dem Jahr 1570 bezeichnet den Bau auch als libera capella, als freie Kapelle.
Die heutige Filialkirche St. Nikolaus wurde als spätgotische Kapelle zu Beginn des 16. Jahrhunderts als einschiffiger Bau mit einem dreiseitig geschlossenen Chor mit Dachreiter errichtet. Das Langhaus besitzt zwei Sterngewölbe, der Chor, der sich hinter einem spitzbogigen Triumphbogen anschließt, ein Rippengewölbe. Dem Chor wurde im 19. Jahrhundert südlich eine Sakristei angefügt. Daneben hat sich eine gotische Fensteröffnung erhalten.
Der charakteristische querovale Eingangsbau im Westen wurde erst 1957 hinzugefügt.

St. Nikolaus (Prümzurlay)
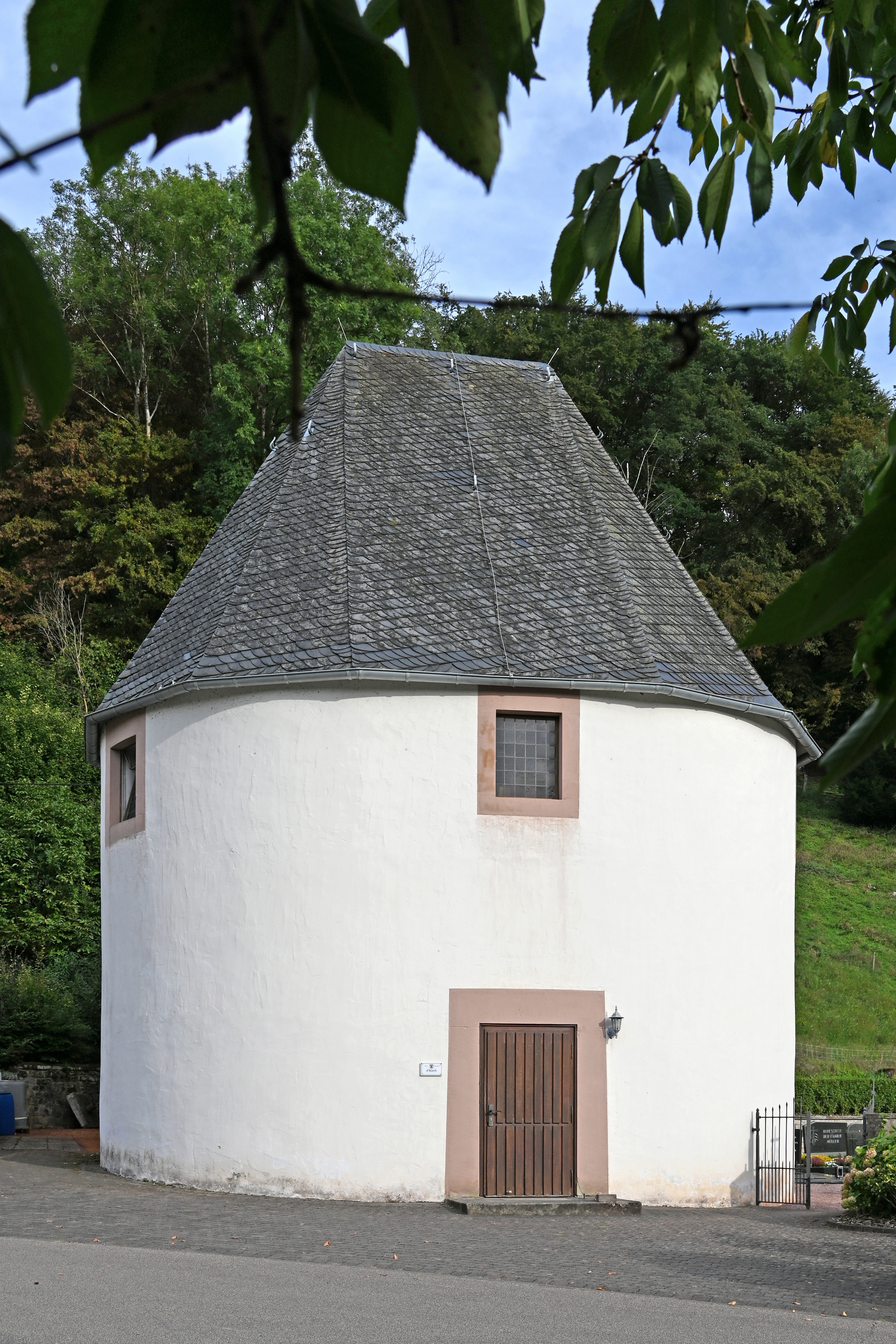
Westanbau
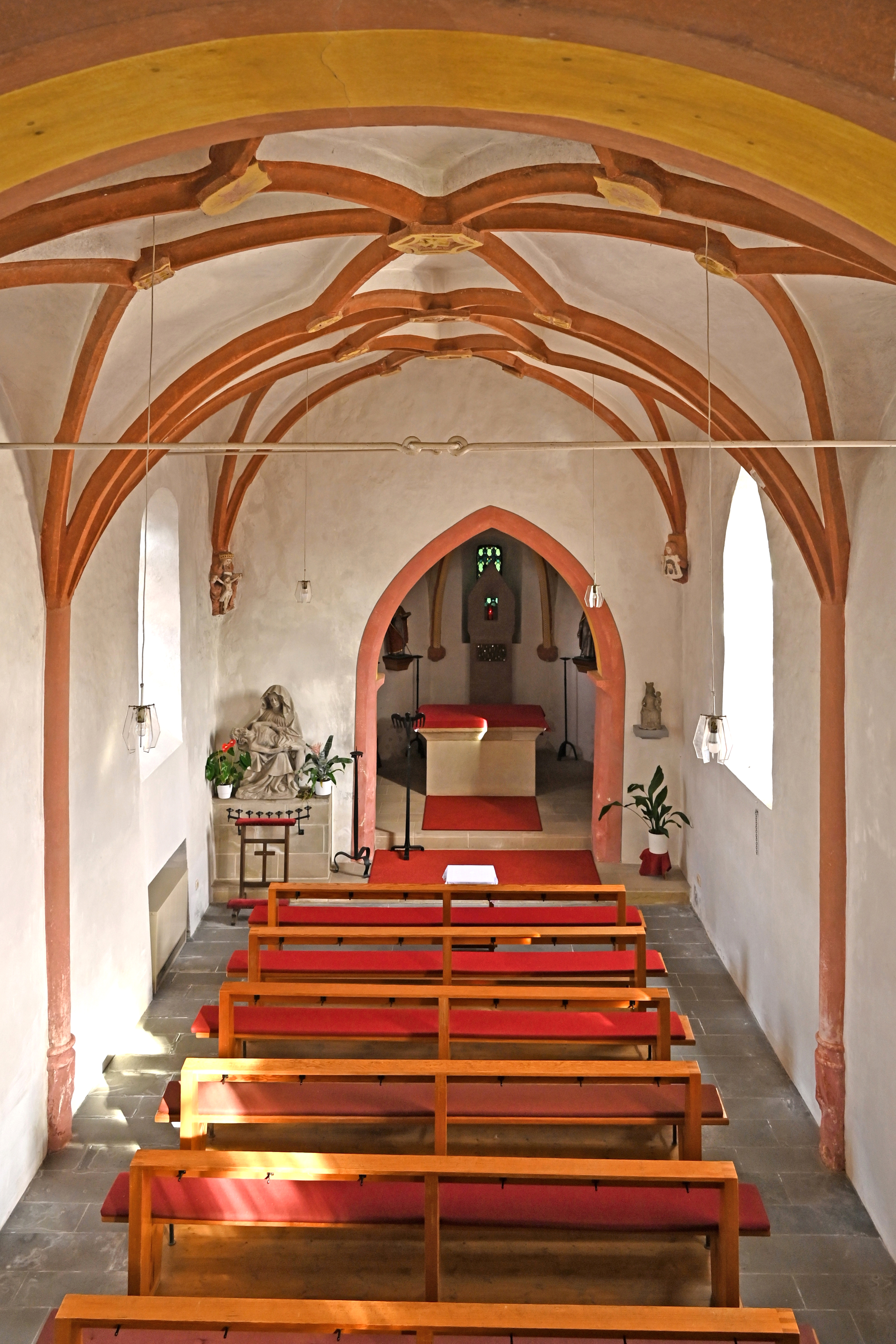
Innenraum
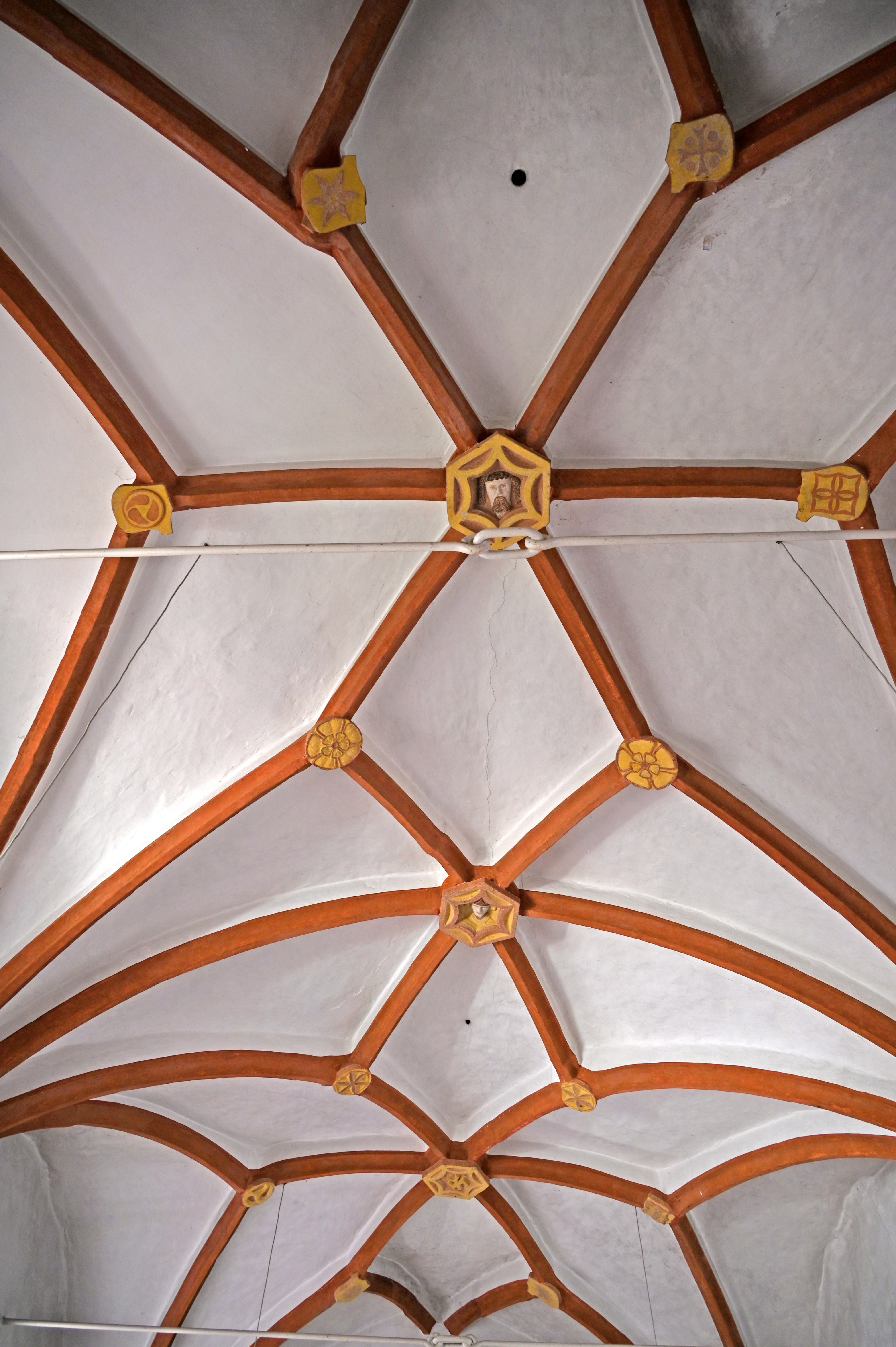
Sterngewölbe
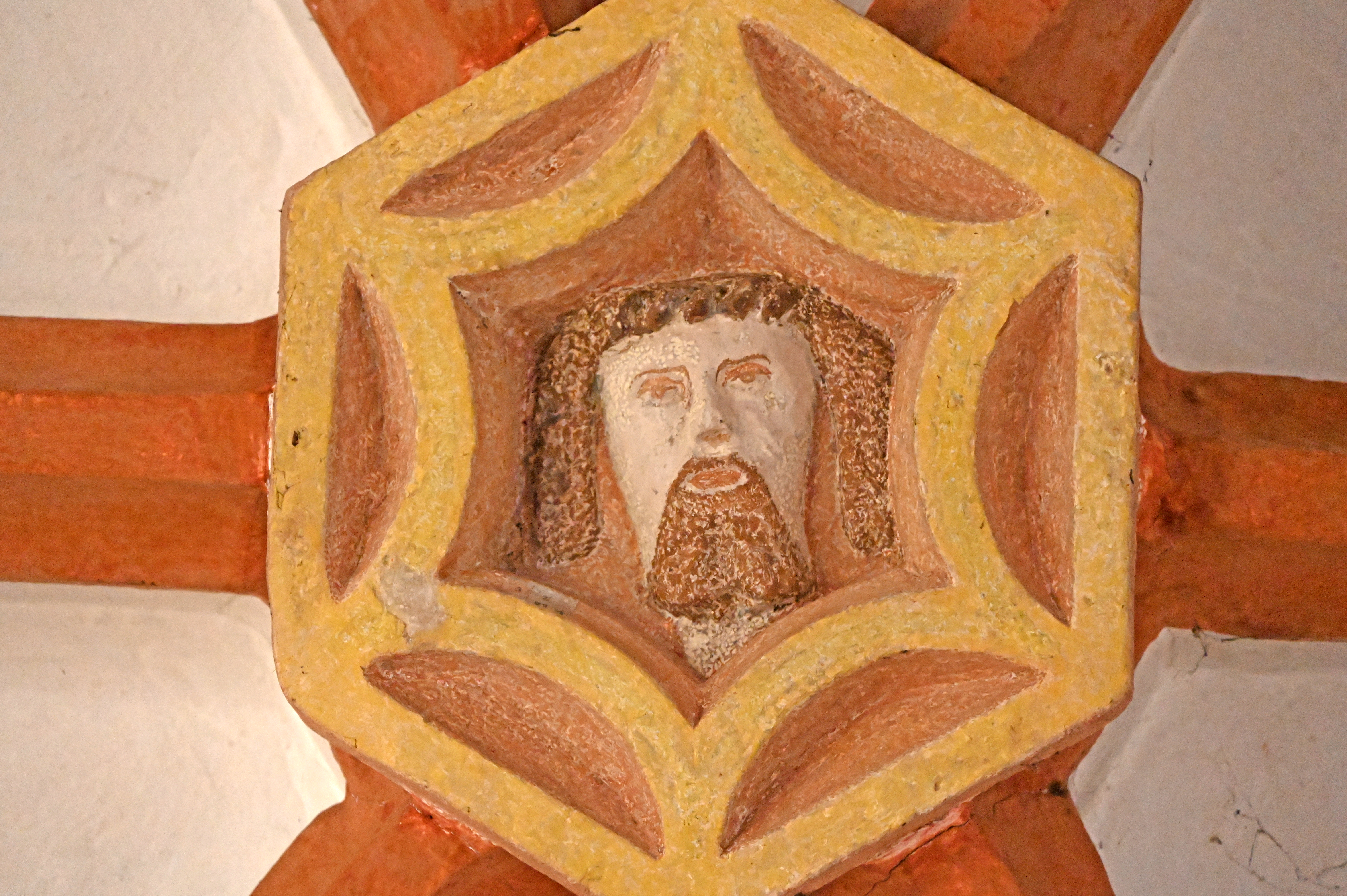
Schlussstein
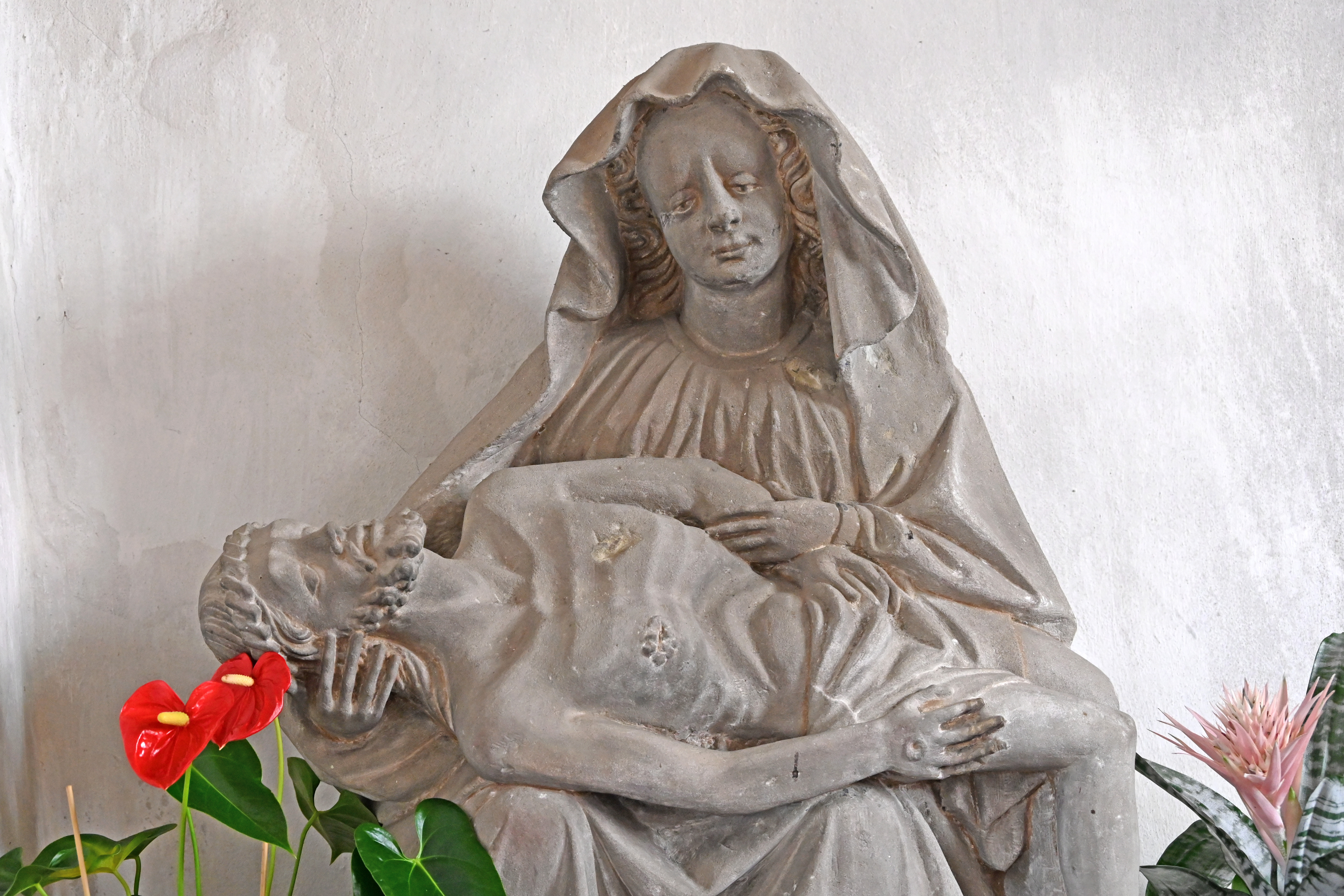
Pietà (15. Jh.)
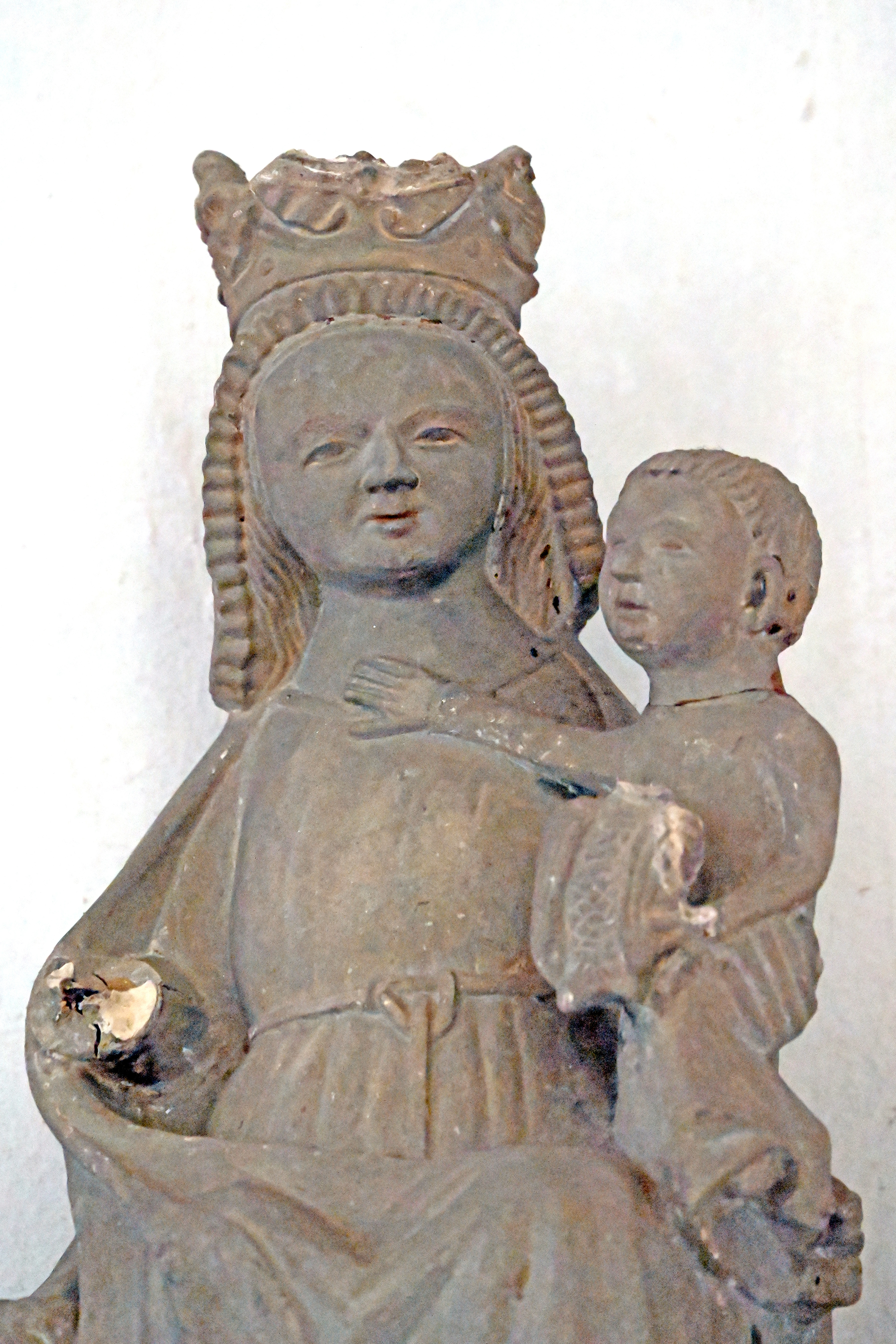
Madonna
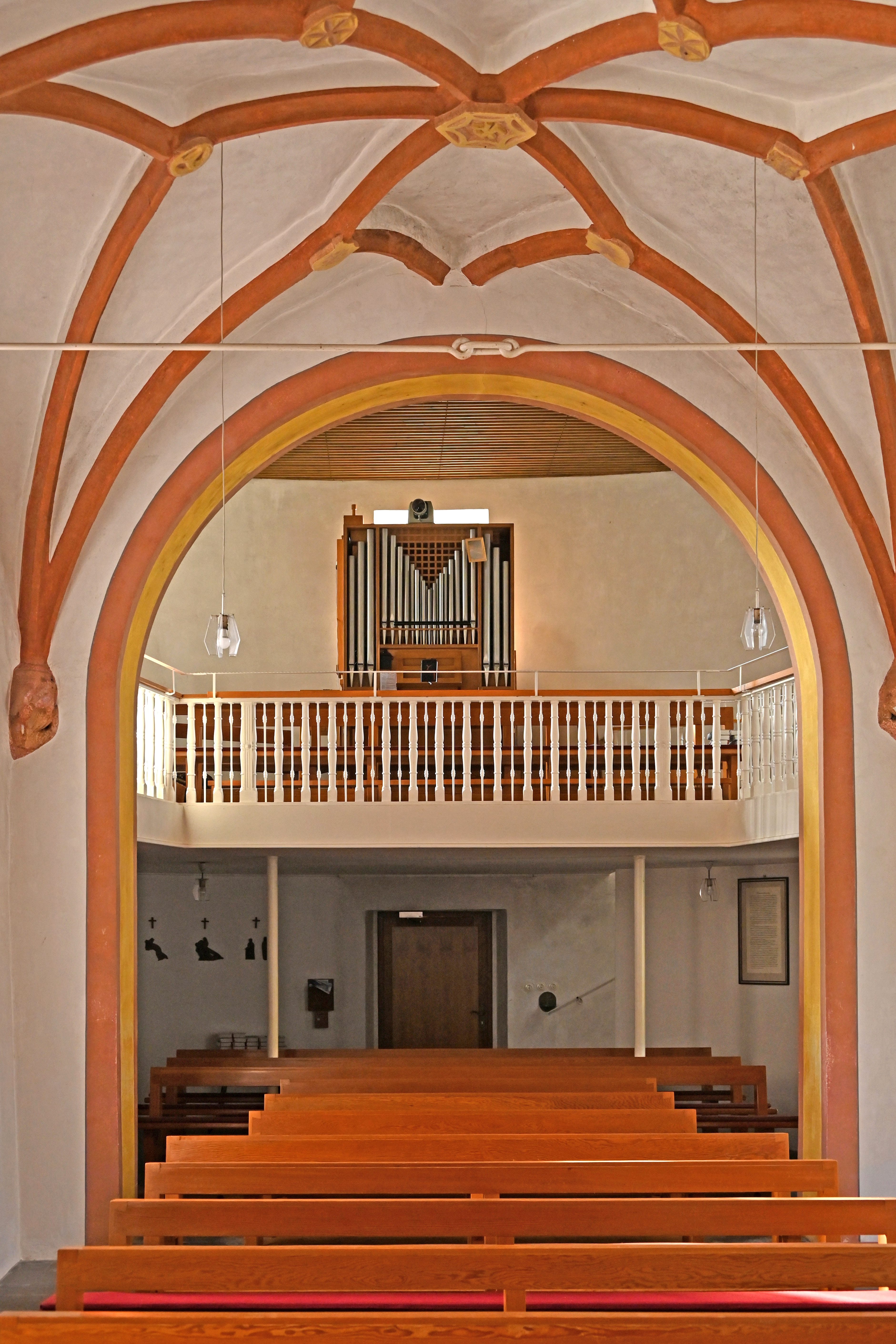
Orgelempore